# Амазон імператорський
Амазон імператорський (Amazona imperialis) — птах родини папугових. Ендемік Карибського басейну — поширений на острові Домініка.

## Зовнішній вигляд
Довжина тіла 45 см. Основне забарвлення зелене з темною облямівкою по краях пір'я. Лоб і щоки — коричневі. Покривні пера вух червоно-коричневі. Груди й черевце фіолетові. Підхвістя маслинове з блакитною облямівкою. Крила зелені. Першорядні махові фіолетові. Другорядні — з фіолетовими кінчиками. На другорядних махових є вишневе «дзеркальце». Кільця навколо очей коричневі. Райдужка помаранчева. Дзьоб сірий.

## Розповсюдження
Поширений на острові Домініка (Малі Антильські острови).

## Спосіб життя
Населяє вологі тропічні сельви, гори до висоти 500—1400 м над рівнем моря.

## Загрози й охорона
Перебуває на межі зникнення. Причини: руйнування середовища проживання, полювання й вилов з метою продажу. До кінця 20 століття в дикій природі налічувалося близько 100 особин. Перебуває під програмою захисту.